# Marc Janssens
Marc Janssens, född den 13 november 1968 i Duffel, är en belgisk tidigare tävlingscyklist som var specialist på cykelcross i vilket han blev dubbel totalvinnare av Trofee veldrijden (1990/1991 och 1998/1999) och trefaldig belgisk mästare (1995, 1998 och 1999). Därtill kan läggas en juniorvärldsmästartitel (1987), en andraplats totalt i Superprestige (1993/1994) och två tredjeplatser totalt i UCI World Cup (1993/1994 och 1996/1997). Han körde också några landsvägslopp och där märks främst hans seger i Liège–Bastogne–Liège för amatörer 1993.
Efter den aktiva karriären, som varade till och med vintersäsongen 2001/2002, har Janssens bland annat arbetat som sportdirektör och tv-kommentator.

## Meriter – cykelcross

### Junior
| 1985/1986 6:a vid Juniorvärldsmästerskapen | 1986/1987 Juniorvärldsmästare 2:a i Belgiska juniormästerskapen |

### Senior
Världsmästerskap och belgiska mästerskap avhålls i januari/februari. UCI World Cup, Superprestige och Trophee veldrijden är serier av deltävlingar som går över cykelcrossens vintersäsong (uppdelningen i professionella och amatörer berörde inte dessa tävlingar). UCI:s världsranking avser Janssens placering vid säsongsslutet i mars.
|                       | Amatör    | Amatör    | Amatör    | Amatör    | Amatör    | Amatör    | Professionell/elit | Professionell/elit | Professionell/elit | Professionell/elit | Professionell/elit | Professionell/elit | Professionell/elit | Professionell/elit | Professionell/elit |
| SäsongTävling         | 1987 1988 | 1988 1989 | 1989 1990 | 1990 1991 | 1991 1992 | 1992 1993 | 1993 1994          | 1994 1995          | 1995 1996          | 1996 1997          | 1997 1998          | 1998 1999          | 1999 2000          | 2000 2001          | 2001 2002          |
| --------------------- | --------- | --------- | --------- | --------- | --------- | --------- | ------------------ | ------------------ | ------------------ | ------------------ | ------------------ | ------------------ | ------------------ | ------------------ | ------------------ |
| Världsmästerskapen    | 16        | –         | 25        | –         | –         | 8         | 8                  | 25                 | 18                 | 14                 | 11                 | –                  | 16                 | –                  | –                  |
| Belgiska mästerskapen | 9         | –         |           | 20        | 11        |           | –                  |                    | –                  | 5                  |                    |                    | 4                  | 18                 | –                  |
| UCI World Cup         | X         | X         | X         | X         | X         | X         |                    | 14                 | 14                 |                    | 4                  | 5                  | 14                 | –                  | –                  |
| Superprestige         | –         | –         | 36        | –         | 22        | 4         |                    | 4                  | 6                  | 5                  | 11                 | 12                 | 12                 | 9                  | 17                 |
| Trofee veldrijden     | ?         | ?         | ?         |           | ?         | ?         | ?                  | ?                  | ?                  | ?                  | ?                  |                    | 8                  | 4                  | 10                 |
| UCI:s världsranking   | X         | X         | X         | X         | X         | 9         | 4                  | 8                  | 12                 | 6                  | 7                  | 7                  | 14                 | 33                 | 30                 |

X = Ej införd     ? = Okänd placering (ej top-10)

## Meriter – landsväg
| 1993 Vinnare av Liège–Bastogne–Liège för amatörer 7:a i Circuit du Hainaut | 1994 6:a i Grand Prix de Wallonie |